# Alice: Madness Returns
Alice: Madness Returns es un videojuego de terror para Microsoft Windows, Xbox 360 y PlayStation 3 lanzado el 14 de junio de 2011 en Norteamérica y el 17 de junio de 2011 en Europa. Es una secuela del videojuego de Mac y PC American McGee's Alice lanzado en el año 2000. McGee quien diseñó el videojuego original, vuelve a trabajar en el diseño después de asociarse con Electronic Arts a través de su estudio desarrollador Spicy Horse con sede en Shanghái. Fue el primer videojuego para consolas de sobremesa completamente diseñado y desarrollado en la República Popular de China.

## Modo de juego
Alice: Madness Returns es un videojuego de plataformas y acción con toques góticos desde una perspectiva en tercera persona, con ataques y combos fáciles de usar parecidos a las series de Devil May Cry y a Splatterhouse de 2010. La diferencia es que no se pueden ejecutar combos de ataque aéreos. El jugador controla a Alice durante todo el juego corriendo, saltando, esquivando y atacando.
Al igual que el primer juego, las armas de Alice son objetos cotidianos con un enfoque mortal pero a diferencia de American McGee's Alice, durante los combates Alice va adquiriendo un número de armas notablemente más limitado las cuales puede usar de distintas formas. En esta entrega el armamento de Alice consiste mayormente en herramientas de cocina que funcionan como armas. Su arma principal es la Espada Vorpal, un cuchillo de cocina con decoraciones basada en la auténtica Espada Vorpal de las obras de Carroll. El Molinillo de Pimienta sirve como una ametralladora operada con una manivela para atacar a enemigos a distancia y coleccionar morritos de cerdo. El Caballito de Juguete se usa a modo de mazo para infligir un gran daño a los enemigos y romper sus defensas. El Cañón Tetera lanza sobres de té como si fuera granadas que explotan y causan un gran daño, además de destrozar obstáculos al igual que el Caballito de Juguete. Durante el juego se irán recolectando dientes que dejan los enemigos al morir o se encuentren escondidos en los escenarios, los cuales se podrán canjear para mejorar las armas a versiones más poderosas. Tan sólo no se pueden mejorar el Paraguas y la Bomba de Relojería: el primero debido a que es un objeto de defensa con el que pueden desviarse proyectiles enemigos y el segundo debido a que es una bomba que explota a control remoto o pasado un minuto cuyo principal uso es el accionar interruptores de presión.  
La barra de salud está representada por pétalos de rosa. Si la barra se vacía, Alice volverá al último punto de control. Caer al vacío o chocarse contra líquidos peligrosos no le causan daño a Alice, pero la harán reaparecer en la plataforma más cercana. El juego también tiene un modo Histeria, en el cual Alice no pierde salud y sus ataques causan el doble de daño. El modo Histeria sólo puede activarse cuando la barra de salud está muy baja, y únicamente durante un limitado periodo de tiempo.
Mientras se avanza por los niveles, pueden encontrarse diversos secretos. Una mecánica básica del juego es encogerse para avanzar por sitios pequeños, como cerraduras, y también activar el Contrasentido, que permite ver plataformas y superficies invisibles; luego de volver al tamaño normal, estas plataformas se desvanecen lentamente, teniendo que recordar dónde se encontraban. Los Morritos de Cerdo, los cuales producen ruido cuando Alice está cerca, pueden atacarse con el Molinillo de Pimienta para revelar caminos secretos. Las Caracolas, que también están escondidas a lo largo de los niveles, dan al jugador un reto, ya sea intelectual o de combate, para así ganar un bote de pintura. Cuando se consiguen cuatro botes, la salud de Alice aumenta en una rosa. Otro objeto para recoger son las Memorias, son pequeños diálogos que diferentes personajes comentan con Alice o cerca de ella, revelando detalles sobre la trama del juego.
Una vez completado el juego, puede empezarse nuevamente una partida con todas las armas y mejoras obtenidas durante la partida anterior.

## Argumento
Al igual que el juego anterior American McGee's Alice, Alice: Madness Returns se basa en dos obras literarias de Lewis Caroll, Alicia en el País de las Maravillas y A través del espejo. Sin embargo, a diferencia de las novelas de Carroll, el juego desarrolla una versión más oscura, cruel y violenta del País de las Maravillas, aunque se desarrolló una estética victoriana y más oscura sobre la realidad de Alice, lo cual mostraría elementos de gore, suspenso y terror psicológico sobre los recuerdos turbios de la protagonista y la sed de venganza a través de matanza o tortura a los enemigos presentados en el mundo de Wonderland.

### Antecedentes
El juego, al igual que su predecesor, American McGee's Alice, tiene lugar durante la segunda mitad del siglo XIX en Londres. El 5 de noviembre de 1863, en Oxford, un incendio devastó el hogar de Alice Liddell con ella y su familia dentro; sus padres y su hermana mayor Elizabeth murieron incinerados. Aunque Alice sobrevivió, desarrolló un trauma emocional y los médicos le diagnosticaron catatonia. Tras la muerte de sus familiares, por la cual la niña se sintió culpable, fue enviada al hospital psiquiátrico Rutledge, donde pasó aproximadamente diez años. Durante este tiempo, Alicia fue capaz de entrar en el País y comprenderse a sí misma tras derrotar a la Reina de Corazones.
Los acontecimientos del segundo juego tienen lugar en 1875, casi inmediatamente después del fin del primero. Después de que le dieran de alta en el hospital, Alice entró en Houndsditch el refugio para huérfanos con traumas mentales en Londres bajo el cuidado del psiquiatra Angus Bumby. Aunque la protagonista desea vivir una vida normal aún es víctima de la depresión y de alucinaciones espeluznantes. Alice quiere recobrar sus recuerdos para conocer la verdad sobre la muerte de sus familiares.

## El tráiler falso
Cuando la noticia de una segunda parte del juego American McGee's Alice salió a la luz, apareció un tráiler no oficial creado por un fan del juego en el que se muestra a Alice en una sesión con su psiquiatra. Este supuesto tráiler muestra personajes al mejor estilo de Tim Burton. De pronto, Alice ve un ciempiés saliendo del techo y su doctor le pregunta "Alice, is everything alright?" (Alice, ¿está todo bien?). Cuando ella lo mira resulta ser el Gato de Cheshire y aparece el texto "Back through the looking glass" (Regreso a través del espejo) y el año 2011. A pesar de no ser un video oficial de Electronic Arts, los programadores destacaron su originalidad y calidad de creación. Los tráileres oficiales pueden verse en la página oficial del juego.

## Una secuela
La noticia de una secuela del macabro juego creado por American Mcgee llevó a un auge en productos relacionados, desde camisetas y réplicas de las armas del juego, hasta un libro de arte conceptual acompañado de una exposición de arte. Aún sin el juego, sorprende el efecto que causó este personaje en sus seguidores. Incluso en la página original de su creador han aparecido acertijos para poder ganar dibujos originales y otros premios. De hecho también se organizó un concurso de dibujo alusivo a la trama. Un mes antes de la tan esperada fecha se lanzó una aplicación en Itunes para Ipad y Itouch que consistía en un libro interactivo contando la historia del personaje. 
La aplicación según la página de Facebook, está siendo desarrollada para móviles Android, pero aún no está disponible en el Android Market.
Actualmente las noticias por una secuela no han sido actualizadas haciendo que sus seguidores vayan perdiendo la esperanza de conseguir la nueva parte.
Hasta ahora la secuela se mantiene en proceso, mientras tanto se han creado publicaciones falsas e inclusos suposiciones acerca de que se trataría. 

## Desarrollo
Los rumores de una secuela de Alice se desarrollaron por primera vez poco después de que el juego original fue lanzado al éxito crítico y comercial, aunque en ese momento, el equipo de desarrollo original estaban trabajando en el cancelado spin-off, Oz American McGee. 
Con una adaptación al cine en desarrollo, el interés de Electronic Arts en hacer una secuela del juego aumentó y se comenzó a trabajar en ello. Sin embargo, cuando la adaptación de la película fracasó, los planes para una secuela se cancelaron, y se mantuvo así durante casi una década.
En febrero de 2009 D.I.C.E. anunció una secuela, que en ese momento tenía el título de "El regreso de Alicia". Dos piezas de arte conceptual acompañaron el anuncio, junto con la información de que el escritor del juego original y el productor ejecutivo volverían a ser los mismos. 
En noviembre de ese año, un tráiler hecho por fanes (con el título de "The Return of Alice") fue confundido por los medios de comunicación con un tráiler oficial del juego, en el que Alice se encuentra en terapia al tener una recaída nueve meses después de los acontecimientos del primer juego, y parece alucinar con una imagen del Gato de Cheshire en lugar de su médico.
En Showcase Studio de EA, el 20 de julio de 2010, se mostraron más detalles sobre el juego, incluyendo su título, Alice: Madness Returns. Además de piezas de arte conceptual y capturas de pantalla del juego, el primer teaser oficial también fue lanzado, con evidente parecido al video fan de ocho meses antes: después de ser hipnotizada por su médico en una oficina llena de extraños brazos desmembrados colgando del techo, Alice abre su boca para hablar y despide gran cantidad de sangre y dientes. Cuando el título del juego aparece, una voz susurrante dice: "Alice ... ¿qué has hecho?" 
Durante el 2010, el segundo tráiler fue lanzado en Tokyo Game Show. Alice está paseando por una calle de Londres, y con el tiempo se acerca a un área llena de juguetes y a un escaparate que contiene un conjunto que representa al Sombrerero Loco, el Lirón y la Liebre de marzo. De repente, se ve una imagen de sus padres fallecidos en la ventana, la ventana empieza a arder y la silueta de la Reina de Corazones aparece antes de que estalle en llamas. La reina arrastra a Alice con sus tentáculos. Al igual que el tráiler anterior, se escucha una voz al final que dice: "¿Qué has hecho?".
El 14 de febrero de 2011, MSNBC, "In-Game" dio a conocer el tercer teaser tráiler, así como una breve entrevista con American McGee sobre el juego. 
El tercer teaser muestra a Alice caminando alrededor de un hermoso país de las maravillas, de pronto aparece la Oruga, que se transforma en una mariposa gigante amenazadora al tiempo que el paisaje es atacado por feroces aves fénix y se convierte en un mundo de pesadilla que recuerda a los paisajes del juego original. Después Alice se encuentra a sí misma sentada en una fiesta de té con el Sombrerero Loco, la Liebre de marzo y el Lirón. El Sombrerero envía una tetera mecánica para matar a Alice, quien a su vez la apuñala hasta la muerte con la Espada Vorpal. Ella sonríe siniestramente y una voz pregunta: "¿Qué has hecho?".
El cuarto tráiler, muestra imágenes del juego por primera vez con el título "Beautiful Insanity", fue lanzado el 4 de marzo de 2011. 
El tráiler del gameplay ambientado en el Londres victoriano, muestra nuevos trajes y armas para Alice, y la aparición de personajes nuevos y antiguos, incluyendo un Jabberwock resucitado y el Dodo, al final del tráiler el Gato de Cheshire dice: "Ahora es momento de poner tu cuchillo a trabajar". También se puede oír la hoja Vorpal de Alice al tiempo que el título del juego aparece.
Gamespot ha publicado imágenes de una demostración del juego y entrevistó a un productor ejecutivo de EA, Joel Wade, en abril. En el video, numerosos detalles sobre el juego fueron revelados. Wade explicó después que Alice salió del Asilo Rutledge, vive en un orfanato y su director la está ayudando a escapar de su locura. En el gameplay se mostró que Alice puede desbloquear y usar varias armas, las cuales pueden ser actualizadas mediante la recopilación de los dientes durante el juego. Las armas incluyen la Espada Vorpal, el Molinillo de Pimienta que funciona como una ametralladora, la Bomba Mecánica, el Caballito de Juguete, y el Cañón Tetera explosivo. Alice además contiene "recuerdos" que forman parte de su búsqueda para recuperar memorias olvidadas de su pasado. Los enemigos son descritos como "rompecabezas", es decir, el jugador debe descubrir su punto débil para derrotarlos.
El 20 de mayo de 2011, una precuela de Madness Returns titulada Alice: Madness Returns Interactive Story (Alice: Madness Returns historia interactiva) fue lanzada como una "app" exclusivamente para el iPhone, iPad y iPod Touch. Un puerto para los teléfonos Android está en desarrollo. La aplicación es como un libro interactivo con ilustraciones y muchas veces te permite jugar minijuegos. La historia cubre los acontecimientos, incluso de antes del juego original hasta el final de Alice: Madness Returns.
El 3 de junio de 2011, un tráiler final fue lanzado. Este mostró algunos jefes enemigos de Alice en combate y al Gato de Cheshire dando consejos a Alice. 
Hay también un tráiler filtrado de la versión beta del juego en el cual se muestran muchos elementos que al final no llegaron a ver la luz, como el cambio de modelos y estética de semi-anime a realista y también burlona hacia algunos personajes.

## Secuela

### Alice: Otherlands
American McGee ha declarado que imaginó la serie Alice como una trilogía. En mayo de 2011, McGee informó que ya se había creado una historia para una tercera parte del juego, pero subrayó que sólo se produciría si el público lo deseaba.
En junio de 2012, McGee reiteró su intención de desarrollar un tercer juego, titulado Alice in Otherland. McGee reveló que el juego sería lanzado episódicamente, y afirmó que eso "le permitiría a Alice entrar en las mentes de varios personajes que encuentre, y se abre la posibilidad de que puedas jugar como Alice y puedes entrar en la mente de un jugador, cambiar de escenario, y luego básicamente ajustar psicológicamente al personaje al hacerlo. Imagina un MMO donde las misiones no son ubicaciones, pero son personas”. Sin embargo, dijo que era improbable que el juego se produjera pronto debido a la falta de interés por parte de Electronic Arts.
El 14 de marzo de 2013, McGee publicó en su página de Facebook que tendría la oportunidad de discutir un tercer juego de Alice con EA durante la Game Developers Conference. No especificó si esto seguiría la trama deseada de Alice in Otherland, pero afirmó que lo más probable es que los fondos para el proyecto se realizarían a través de Kickstarter. El 15 de julio de 2013, McGee anunció que comenzó una campaña para la producción en Kickstarter para ayudar a financiar el proyecto, titulado Alice: Otherlands, una serie de cortometrajes animados. Para ayudar a promocionar la campaña, McGee lanzó un video en sus cuentas personales de YouTube y Vimeo, explicando el concepto de Alice: Otherlands y cómo los fondos afectarán la producción de la película. El video también se puede ver en su sitio web de Kickstarter. La película consiste en una colección de cortometrajes combinando anime y stop-motion, relatando sobre un evento en el teatro de Londres y de una charla con Julio Verne, aunque la apariencia de Alice cambia de una mujer pelirroja alta a una adolescente morena con tamaño promedio.
Alice: Otherlands alcanzó con éxito su objetivo en Kickstarter el 4 de agosto. El 21 de agosto, McGee confirmó que la campaña ha logrado su "objetivo de ampliación" para asegurar la participación de Susie Brann (la actriz de voz de Alice) y Roger L. Jackson (el actor de voz del Gato de Cheshire) en el proyecto con un extra de $50,000. Para premiar a los patrocinadores que donaron al proyecto, McGee dio mercadería especial, como pósteres autografiados, copias digitales del DVD y libros de arte para aquellos que donaron $500 o más. Además, todos los patrocinadores tuvieron sus nombres agregados a los créditos de la película. Debido a restricciones legales, los DVDs y Blu-rays estuvieron disponibles solo para patrocinadores, mientras que los cortometrajes se distribuyeron digitalmente para el público de manera gratuita en varios formatos digitales. El artista Alex "AlexCee" Crowley también desarrolló un libro de arte titulado The Art of Alice: Otherlands. Originalmente, Alice: Otherlands se lanzaría en algún momento en diciembre de 2014, pero fue pospuesto debido a demoras en la producción. El 30 de octubre de 2015, los conjuntos digitales para Alice: Otherlands se lanzaron en varias plataformas de transmisión, como YouTube y Vimeo, y está disponible para su descarga en el sitio oficial.
Según McGee, Alice, ahora tiene 20 años, entrará en la mente de dos figuras históricas famosas, Richard Wagner y Julio Verne, y descubrirá los horrores del subconsciente humano. Alice aprenderá sobre un "mal insidioso que acecha en cada esquina del Londres victoriano" con la intención de capturar a sus habitantes en una "prisión de la mente" de pesadilla. Los dos cortometrajes varían en longitud, tienen su propio estilo de animación único y una banda sonora diferente compuesta por Chris Vrenna y Walter Sickert y el Ejército de Broken Toys.
En varias entrevistas, McGee expresó su deseo de convertir a Alice: Otherlands en un videojuego como se planeó originalmente, pero afirmó que dependerá por completo del éxito general de los cortometrajes de animación. También afirmó que EA recientemente comenzó a mostrar más interés en hacer una secuela de Alice de nuevo, pero todo depende del éxito de Alice: Otherlands y Spicy Horse games.

### Alice: Asylum
El 3 de septiembre de 2017, American McGee anunció en su blog que está trabajando en una propuesta para la tercera entrega de la franquicia Alice, tentativamente titulada Alice: Asylum. McGee explica que su propuesta consistirá en "ilustraciones, esquema de diseño y modelo financiero / comercial" que se enviará a EA una vez que se complete. Alienta a los fanes a suscribirse en la lista de correo sobre el proyecto para mostrar su apoyo y prestar apoyo financiero para la preproducción a través de PayPal en su blog. El juego estaba siendo financiado parcialmente a través de la plataforma de membresía Patreon, pero lamentablemente Electronic Arts rechazó la presentación, cancelando así su desarrollo en abril de 2023. Esto en principio también marcó la retirada de American McGee de la industria de los videojuegos quién expresó en un comunicado que ya no está interesado en buscar proyectos futuros relacionados con la franquicia "Alice", incluso si EA reconsiderara su postura con respecto a la producción del juego.

## Relanzamiento
El 24 de enero de 2017 el título se relanzó solamente para Xbox One a través de la retrocompatibilidad con la Xbox 360.

## Recepción
El juego recibió reseñas generalmente positivas de parte de los críticos especializados.